# 蕭丁泰
蕭丁泰（1573年—？），字吉甫，号大茹，湖廣承天府汉阳县人，明朝政治人物。

## 生平
少从父读书京师，为顾宪成所赏重。万历二十八年（1600年）庚子科湖廣乡试舉人，二十九年（1601年）聯捷辛丑科進士，户部觀政，初授行人司行人，丁憂歸，三十三年補原职，三十七年奉使册封淮府金华王戴塨长子翊铕为金华王，夫人江氏为金华王妃。三十八年擢兵部车驾司主事，四十年七月典陜西壬子科乡试。四十一年升武选司员外郎，四十二年升郎中，四十四年升浙江参政、分守常镇道，四十八年正月升陕西关南道按察使，天啓二年五月升山西右布政使，四年升陜西左布政使，时魏忠贤柄政，罗织清流，丁泰廉正无援，乃谢官归。崇祯初起用陕西右布政使，四年升本省左布政使，五年十月調山西，歴四省六任藩伯，丰财节用，支给边储，皆得要领。晩任黔藩，值水西叛，与总督朱燮元调兵食，议剿抚，以劳瘁殁，燮元为特请祭恤。子萧骧彦，字千里，天啓丁卯拔贡，考授通判，崇祯丁丑省亲于黔，总制朱燮元见之，伟其材干，以将材题请改授游击，从都督范廷弼讨苗仲阿秀等，计擒之，升参将。屡立战功，加副总兵，镇守六广河。升贵州总兵，都督佥事，卒于官。孫萧企昭，字文超，顺治丁酉副榜，入太学，著有《燕台制义》。

## 家族
曾祖蕭珊，乡贡。祖萧逵，以明经知泰安州，封知府。父萧良有，庚辰會元，國子監祭酒。